# ニッセン・オスターネック
ニッセン・オスターネック（Nissen Osterneck、1980年5月13日 - ）は、アメリカ合衆国の男性総合格闘家。ハワイ州マウイ島出身。ヘウソン・グレイシー柔術所属。ブラジリアン柔術茶帯。サウスカロライナ州にあるコースタル・カロライナ大学卒業。

## 来歴
空手を始め、UFCでのホイス・グレイシーの活躍を見てブラジリアン柔術を始める。ブラジリアン柔術ではヘウソン・グレイシーから茶帯を取得。その後、ムエタイとのクロストレーニングを開始し、総合格闘技へ転向した。
2008年11月5日、WECデビュー戦となったWEC 36でジェイク・ロショルトと対戦し、2RにパウンドでTKO負けを喫した。その後、WECミドル級のUFC移管に伴い、UFCへと移籍した。
2009年4月1日、UFC Fight Night: Condit vs. Kampmannでホルヘ・リベラと対戦し、0-3の判定負け。UFCをリリースされた。

## 戦績
| 総合格闘技 戦績 | 総合格闘技 戦績 | 総合格闘技 戦績 | 総合格闘技 戦績 | 総合格闘技 戦績 | 総合格闘技 戦績 | 総合格闘技 戦績 |
| --------------- | --------------- | --------------- | --------------- | --------------- | --------------- | --------------- |
| 11 試合         | (T)KO           | 一本            | 判定            | その他          | 引き分け        | 無効試合        |
| 8 勝            | 3               | 5               | 0               | 0               | 0               | 0               |
| 3 敗            | 2               | 0               | 1               | 0               | 0               | 0               |

| 勝敗 | 対戦相手                 | 試合結果                         | 大会名                                            | 開催年月日     |
| ○    | アンドリュー・チグラォン | 1R TKO（パンチ連打）             | Vale Tudo Championship: Brazil vs. USA            | 2010年3月6日   |
| ○    | ロバート・トンプソン     | 1R 0:20 腕ひしぎ十字固め         | Carolina Fight Promotions: Bash at the Beach      | 2010年1月23日  |
| ×    | ジェラルド・ハリス       | 1R 0:46 KO（パンチ）             | Shark Fights 6 【Shark Fightsミドル級王座決定戦】 | 2009年9月12日  |
| ○    | カイル・ブレイシー       | 1R 1:05 TKO（パンチ連打）        | Shark Fights 5                                    | 2009年7月18日  |
| ×    | ホルヘ・リベラ           | 5分3R終了 判定0-3                | UFC Fight Night: Condit vs. Kampmann              | 2009年4月1日   |
| ×    | ジェイク・ロショルト     | 2R 3:48 TKO（パウンド）          | WEC 36: Faber vs. Brown                           | 2008年11月5日  |
| ○    | フレディ・エスピリクエタ | 1R 2:37 ギブアップ（パンチ連打） | HDNet Fights: Reckless Abandon                    | 2007年12月15日 |
| ○    | ホルヘ・ロドリゲス       | 2R 2:06 チョークスリーパー       | Cassino Fight 4                                   | 2007年9月15日  |
| ○    | クリス・マイヤーズ       | 1R 0:32 TKO（パンチ連打）        | Gracie Fighting Championships: Evolution          | 2007年5月19日  |
| ○    | フランツ・メンデス       | 2R 1:09 チョークスリーパー       | International Sport Combat Federation: Invasion   | 2007年2月9日   |
| ○    | トレメイン・ロビンズ     | 1R 1:48 チョークスリーパー       | Gracie Proving Ground 1                           | 2006年11月11日 |